# North Wheatley
North Wheatley – wieś w Anglii, w hrabstwie Nottinghamshire. Leży 48 km na północ od miasta Nottingham i 211 km na północ od Londynu.